# Markus Münzer
Markus Münzer (* 21. Oktober 1969 in Leoben, Steiermark) ist ein österreichischer Speedski-Rennläufer. Er lebt in Ledenitzen, Kärnten und startet für den SV Villach. Sein sportlicher Schwerpunkt liegt in der „Downhill“- oder „Production“-Klasse. Hier wird mit Serienabfahrtsskis und Serien-Rennanzügen gefahren.

## Karriere
Markus „Speedy“ Münzer feierte im Jahr 2007 seinen ersten großen Erfolg mit dem Gewinn der Goldmedaille bei den Speedski-Weltmeisterschaften 2007 in Verbier, Schweiz in der Disziplin „Production“. Sein persönlicher Rekord mit Profiausrüstung liegt derzeit bei 222,50 km/h. Im Jahr 2009 konnte er mit Bronze bei der Speedski-WM in Vars, Frankreich eine weitere Medaille erringen und gewann zum Saisonabschluss die Speed-Masters-Trophäe. 2011 wurde er in Verbier / Schweiz zum zweiten Mal Weltmeister in der „Downhillklasse“ (SDH).
Markus Münzer betreibt den Sport neben seiner beruflichen Tätigkeit. Im Alter von 38 Jahren begann er als zusätzliches Trainingsprogramm mit dem Skispringen.
2018 war er Teilnehmer (Picker) der Fernsehshow Naked Attraction (Staffel 3 Folge 2) auf RTL2 und 2022 bei der Dating Show First Dates.

## Sportliche Erfolge
- Weltmeister in Verbier, Schweiz mit 179,91 km/h am 17. April 2007
- Weltmeister in Verbier, Schweiz mit 192,86 km/h am 21. April 2011
- Bronze-Medaillengewinner 2009 bei der WM in Vars, Frankreich
- Geschwindigkeits-Weltrekord (2005) mit dem Minibob (102,36 km/h, aktueller Rekord: 157,34 km/h)
- Drittschnellster serienmäßiger Speed-Abfahrer der Welt mit 208,21 km/h auf Abfahrtsskis.
- Streckenrekordinhaber beim Weltcuprennen in Verbier (CH) 2006 mit 184,20 km/h
- 2. Platz Speed-Weltcup Downhill 2009/10